# 亞先卡-斯捷齊奧瓦
49°9′46″N 23°7′46″E / 49.16278°N 23.12944°E
亞先卡-斯捷齊奧瓦（烏克蘭語：Ясенка-Стецьова），是烏克蘭西部的村莊，隸屬利維夫州的桑比爾區。該村處於亞辛卡河畔，始建於1655年，面積0.6平方公里，海拔高度690米，2001年人口278。